# 南桑田郡

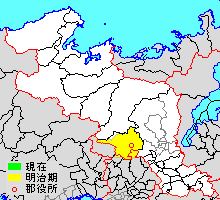
京都府南桑田郡の位置

南桑田郡（みなみくわだぐん）は、京都府にあった郡。

## 郡域
1879年（明治12年）に行政区画として発足した当時の郡域は、下記の区域にあたる。
- 亀岡市の大部分（東本梅町各町を除く）
- 大阪府高槻市の一部（田能・出灰・中畑・二料・杉生）
- 大阪府豊能郡豊能町の一部（牧・寺田）

## 歴史

### 郡発足までの沿革
- 「旧高旧領取調帳」に記載されている、桑田郡のうち後の当郡域の、明治初年時点での支配は以下の通り。篠山藩領のうち春日部村・大芝原新田・小口村は幕末時点では京都代官が管轄する幕府領であったが、明治2年に領地替えとなった[注 1]。（1町100村）

| 知行         | 知行             | 村数     | 村名 |
| ------------ | ---------------- | -------- | --- |
| 幕府領       | 旗本領           | 17村     | 牧村、穴太村、東加舎村、井手村、猪倉村、柿花村、鹿谷村、太田村、奥条村、金岐宿村、川関村、北ノ庄村、河原尻村、馬路村、池尻村、毘沙門村、出雲村 |
| 藩領         | 丹波亀山藩       | 1町 49村 | 亀山、馬堀村、山本村、王子村、篠村、森村、広田村、浄法寺村、柏原村、三宅村、古世村、上矢田村、中矢田村、下矢田村、荒塚村、安町村、追分村、余部村、中畑村、二料村、出灰村、杉生村、田能村、鎌倉村、栢原村、小泉村、神原村、犬飼村、重利村、南条村、西条村、西加舎村、宮川村、神前村、天川村、芦山村、佐伯村、宇津根村、小林村、高野林村、今津村、千原村、小川村、勝林島村、南保津村、北保津村、国分村、中村（現・亀岡市千歳町千歳）、美濃田村、山階村 |
| 藩領         | 丹波園部藩       | 5村      | 平松村、中野村、広野村、土ヶ畑村、大井村 |
| 藩領         | 丹波篠山藩       | 3村      | 春日部村、大芝原新田、印地村 |
| 藩領         | 摂津高槻藩       | 13村     | 倉谷村、湯谷村、南掛村、犬甘野村、笑路村、万願寺村、神地村、柚原村、大野村、大槻並村、中村（現・亀岡市曽我部町中）、寺村、法貴村 |
| 藩領         | 篠山藩・高槻藩   | 1村      | 東掛村 |
| 幕府領・藩領 | 旗本領・亀岡藩   | 7村      | 吉田村、穴川村、南金岐村、北金岐村、拝田村、湯井村、江島里村 |
| 幕府領・藩領 | 旗本領・篠山藩   | 2村      | 小口村、杉村 |
| 幕府領・藩領 | 旗本領・高槻藩   | 1村      | 寺田村 |
| その他       | 元御除料         | 2村      | 千ヶ畑村、並河村 |
| その他       | 元御除料・亀岡藩 | 1村      | 土田村 |

- 慶応4年閏4月28日（1868年6月18日） - 旗本領などが久美浜県の管轄となる。
- 明治2年6月19日（1869年7月27日） - 丹波亀山藩が任知藩事にともない改称して亀岡藩となる。それにともない亀山が改称して亀岡町となる。
- 明治4年
  - 7月14日（1871年8月29日） - 廃藩置県により、藩領が亀岡県、園部県、篠山県、高槻県の管轄となる。
  - 11月2日（1871年12月13日） - 第1次府県統合により、篠山県の管轄地域が豊岡県の管轄となる。
  - 11月20日（1871年12月31日） - 第1次府県統合により、高槻県の管轄地域が大阪府の管轄となる。
  - 11月22日（1872年1月2日） - 第1次府県統合により、全域が京都府の管轄となる。
- 明治7年（1874年） - 大井村が並河村に合併。（1町100村）
- 明治8年（1875年）（1町94村）
  - 出雲村・中村（現・亀岡市千歳町千歳）・江島里村・小口村が合併して千歳村となる。
  - 美濃田村・山階村・印地村・杉村が合併して旭村となる。
- 明治9年（1876年）（1町92村）
  - 南保津村・北保津村が合併して保津村となる。
  - 池尻村が馬路村に合併。

### 郡発足以降の沿革
- 明治12年（1879年）4月10日 - 郡区町村編制法の京都府での施行により、桑田郡のうち亀岡町など1町92村の区域をもって南桑田郡が発足。郡役所が亀岡町の旧亀岡藩作事場跡に設置。
- 明治14年（1881年） - 金岐宿村が改称して小金岐村となる。
- 明治16年（1883年） - 篠村の一部が分立して野条村となる。（1町93村）

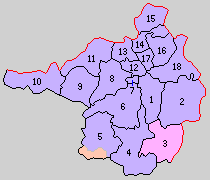
1.亀岡町 2.篠村 3.樫田村 4.東別院村 5.西別院村 6.曽我部村 7.吉川村 8.薭田野村 9.本梅村 10.畑野村 11.宮前村 12.大井村 13.千代川村 14.馬路村 15.旭村 16.千歳村 17.河原林村 18.保津村（紫：亀岡市 桃：大阪府高槻市 橙：大阪府豊能郡豊能町）

- 明治22年（1889年）4月1日 - 町村制の施行により、下記の町村が発足。特記以外は全域が現・亀岡市。（1町17村）
  - 亀岡町 ← 亀岡町[注 7]、中矢田村、三宅村、下矢田村、古世村、上矢田村、安町村、荒塚村、追分村、余部村、宇津根村
  - 篠村 ← 篠村、王子村、山本村、馬堀村、柏原村、野条村、広田村、森村、浄法寺村
  - 樫田村 ← 田能村、出灰村、中畑村、二料村、杉生村（現・大阪府高槻市）
  - 東別院村 ← 東掛村、神原村、小泉村、栢原村、鎌倉村、倉谷村、南掛村、湯谷村、大野村
  - 西別院村 ← 柚原村、万願寺村、大槻並村、笑路村、犬甘野村、神地村（現・亀岡市）、寺田村、牧村（現・大阪府豊能郡豊能町、亀岡市）
  - 曽我部村 ← 寺村、法貴村、中村、春日部村、犬飼村、西条村、南条村、重利村、穴太村
  - 吉川村 ← 吉田村、穴川村
  - 薭田野村 ← 佐伯村、太田村、天川村、鹿谷村、柿花村、芦山村、奥条村
  - 本梅村 ← 西加舎村、東加舎村、井手村、平松村、中野村
  - 畑野村 ← 土ヶ畑村、千ヶ畑村、広野村
  - 宮前村 ← 宮川村、猪倉村、神前村
  - 大井村 ← 並河村、土田村、小金岐村、南金岐村、北金岐村
  - 千代川村 ← 北ノ庄村、湯井村、拝田村、川関村、千原村、今津村、高野林村、小川村、小林村
  - 馬路村 ← 馬路村、大芝原新田
  - 旭村（単独村制）
  - 千歳村 ← 千歳村、国分村、毘沙門村
  - 河原林村 ← 河原尻村、勝林島村
  - 保津村（単独村制）
- 明治32年（1899年）7月1日 - 郡制を施行。
- 大正12年（1923年）4月1日 - 郡会が廃止。郡役所は存続。
- 大正15年（1926年）7月1日 - 郡役所が廃止。以降は地域区分名称となる。
- 昭和30年（1955年）1月1日 - 亀岡町・東別院村・西別院村・曽我部村・吉川村・薭田野村・本梅村・畑野村・宮前村・大井村・千代川村・馬路村・旭村・千歳村・河原林村・保津村が合併して亀岡市が発足し、郡より離脱。（2村）
- 昭和33年（1958年）4月1日 - 樫田村が大阪府高槻市に編入。（1村）
- 昭和34年（1959年）9月30日 - 篠村が亀岡市に編入。同日南桑田郡消滅。

### 変遷表
| 明治以前   | 明治以前   | 明治初年 - 明治22年        | 明治22年 4月1日 町村制施行 | 明治22年 - 大正15年 | 昭和元年 - 昭和30年   | 昭和31年 - 昭和50年                        | 昭和51年 - 現在                             | 現在                 |
| ---------- | ---------- | -------------------------- | -------------------------- | ------------------- | --------------------- | ------------------------------------------ | ------------------------------------------- | -------------------- |
| 亀山       | 亀山       | 明治2年6月19日 改称 亀岡町 | 亀岡町                     | 亀岡町              | 昭和30年1月1日 亀岡市 | 亀岡市                                     | 亀岡市                                      | 亀岡市               |
| 中矢田村   | 中矢田村   | 中矢田村                   | 亀岡町                     | 亀岡町              | 昭和30年1月1日 亀岡市 | 亀岡市                                     | 亀岡市                                      | 亀岡市               |
| 三宅村     | 三宅村     | 三宅村                     | 亀岡町                     | 亀岡町              | 昭和30年1月1日 亀岡市 | 亀岡市                                     | 亀岡市                                      | 亀岡市               |
| 下矢田村   | 下矢田村   | 下矢田村                   | 亀岡町                     | 亀岡町              | 昭和30年1月1日 亀岡市 | 亀岡市                                     | 亀岡市                                      | 亀岡市               |
| 古世村     | 古世村     | 古世村                     | 亀岡町                     | 亀岡町              | 昭和30年1月1日 亀岡市 | 亀岡市                                     | 亀岡市                                      | 亀岡市               |
| 上矢田村   | 上矢田村   | 上矢田村                   | 亀岡町                     | 亀岡町              | 昭和30年1月1日 亀岡市 | 亀岡市                                     | 亀岡市                                      | 亀岡市               |
| 安町村     | 安町村     | 安町村                     | 亀岡町                     | 亀岡町              | 昭和30年1月1日 亀岡市 | 亀岡市                                     | 亀岡市                                      | 亀岡市               |
| 荒塚村     | 荒塚村     | 荒塚村                     | 亀岡町                     | 亀岡町              | 昭和30年1月1日 亀岡市 | 亀岡市                                     | 亀岡市                                      | 亀岡市               |
| 追分村     | 追分村     | 追分村                     | 亀岡町                     | 亀岡町              | 昭和30年1月1日 亀岡市 | 亀岡市                                     | 亀岡市                                      | 亀岡市               |
| 余部村     | 余部村     | 余部村                     | 亀岡町                     | 亀岡町              | 昭和30年1月1日 亀岡市 | 亀岡市                                     | 亀岡市                                      | 亀岡市               |
| 宇津根村   | 宇津根村   | 宇津根村                   | 亀岡町                     | 亀岡町              | 昭和30年1月1日 亀岡市 | 亀岡市                                     | 亀岡市                                      | 亀岡市               |
| 東掛村     | 東掛村     | 東掛村                     | 東別院村                   | 東別院村            | 昭和30年1月1日 亀岡市 | 亀岡市                                     | 亀岡市                                      | 亀岡市               |
| 神原村     | 神原村     | 神原村                     | 東別院村                   | 東別院村            | 昭和30年1月1日 亀岡市 | 亀岡市                                     | 亀岡市                                      | 亀岡市               |
| 小泉村     | 小泉村     | 小泉村                     | 東別院村                   | 東別院村            | 昭和30年1月1日 亀岡市 | 亀岡市                                     | 亀岡市                                      | 亀岡市               |
| 栢原村     | 栢原村     | 栢原村                     | 東別院村                   | 東別院村            | 昭和30年1月1日 亀岡市 | 亀岡市                                     | 亀岡市                                      | 亀岡市               |
| 鎌倉村     | 鎌倉村     | 鎌倉村                     | 東別院村                   | 東別院村            | 昭和30年1月1日 亀岡市 | 亀岡市                                     | 亀岡市                                      | 亀岡市               |
| 倉谷村     | 倉谷村     | 倉谷村                     | 東別院村                   | 東別院村            | 昭和30年1月1日 亀岡市 | 亀岡市                                     | 亀岡市                                      | 亀岡市               |
| 南掛村     | 南掛村     | 南掛村                     | 東別院村                   | 東別院村            | 昭和30年1月1日 亀岡市 | 亀岡市                                     | 亀岡市                                      | 亀岡市               |
| 湯谷村     | 湯谷村     | 湯谷村                     | 東別院村                   | 東別院村            | 昭和30年1月1日 亀岡市 | 亀岡市                                     | 亀岡市                                      | 亀岡市               |
| 大野村     | 大野村     | 大野村                     | 東別院村                   | 東別院村            | 昭和30年1月1日 亀岡市 | 亀岡市                                     | 亀岡市                                      | 亀岡市               |
| 寺村       | 寺村       | 寺村                       | 曽我部村                   | 曽我部村            | 昭和30年1月1日 亀岡市 | 亀岡市                                     | 亀岡市                                      | 亀岡市               |
| 法貴村     | 法貴村     | 法貴村                     | 曽我部村                   | 曽我部村            | 昭和30年1月1日 亀岡市 | 亀岡市                                     | 亀岡市                                      | 亀岡市               |
| 中村       | 中村       | 中村                       | 曽我部村                   | 曽我部村            | 昭和30年1月1日 亀岡市 | 亀岡市                                     | 亀岡市                                      | 亀岡市               |
| 春日部村   | 春日部村   | 春日部村                   | 曽我部村                   | 曽我部村            | 昭和30年1月1日 亀岡市 | 亀岡市                                     | 亀岡市                                      | 亀岡市               |
| 犬飼村     | 犬飼村     | 犬飼村                     | 曽我部村                   | 曽我部村            | 昭和30年1月1日 亀岡市 | 亀岡市                                     | 亀岡市                                      | 亀岡市               |
| 西条村     | 西条村     | 西条村                     | 曽我部村                   | 曽我部村            | 昭和30年1月1日 亀岡市 | 亀岡市                                     | 亀岡市                                      | 亀岡市               |
| 南条村     | 南条村     | 南条村                     | 曽我部村                   | 曽我部村            | 昭和30年1月1日 亀岡市 | 亀岡市                                     | 亀岡市                                      | 亀岡市               |
| 重利村     | 重利村     | 重利村                     | 曽我部村                   | 曽我部村            | 昭和30年1月1日 亀岡市 | 亀岡市                                     | 亀岡市                                      | 亀岡市               |
| 穴太村     | 穴太村     | 穴太村                     | 曽我部村                   | 曽我部村            | 昭和30年1月1日 亀岡市 | 亀岡市                                     | 亀岡市                                      | 亀岡市               |
| 吉田村     | 吉田村     | 吉田村                     | 吉川村                     | 吉川村              | 昭和30年1月1日 亀岡市 | 亀岡市                                     | 亀岡市                                      | 亀岡市               |
| 穴川村     | 穴川村     | 穴川村                     | 吉川村                     | 吉川村              | 昭和30年1月1日 亀岡市 | 亀岡市                                     | 亀岡市                                      | 亀岡市               |
| 佐伯村     | 佐伯村     | 佐伯村                     | 薭田野村                   | 薭田野村            | 昭和30年1月1日 亀岡市 | 亀岡市                                     | 亀岡市                                      | 亀岡市               |
| 太田村     | 太田村     | 太田村                     | 薭田野村                   | 薭田野村            | 昭和30年1月1日 亀岡市 | 亀岡市                                     | 亀岡市                                      | 亀岡市               |
| 天川村     | 天川村     | 天川村                     | 薭田野村                   | 薭田野村            | 昭和30年1月1日 亀岡市 | 亀岡市                                     | 亀岡市                                      | 亀岡市               |
| 鹿谷村     | 鹿谷村     | 鹿谷村                     | 薭田野村                   | 薭田野村            | 昭和30年1月1日 亀岡市 | 亀岡市                                     | 亀岡市                                      | 亀岡市               |
| 柿花村     | 柿花村     | 柿花村                     | 薭田野村                   | 薭田野村            | 昭和30年1月1日 亀岡市 | 亀岡市                                     | 亀岡市                                      | 亀岡市               |
| 芦山村     | 芦山村     | 芦山村                     | 薭田野村                   | 薭田野村            | 昭和30年1月1日 亀岡市 | 亀岡市                                     | 亀岡市                                      | 亀岡市               |
| 奥条村     | 奥条村     | 奥条村                     | 薭田野村                   | 薭田野村            | 昭和30年1月1日 亀岡市 | 亀岡市                                     | 亀岡市                                      | 亀岡市               |
| 西加舎村   | 西加舎村   | 西加舎村                   | 本梅村                     | 本梅村              | 昭和30年1月1日 亀岡市 | 亀岡市                                     | 亀岡市                                      | 亀岡市               |
| 東加舎村   | 東加舎村   | 東加舎村                   | 本梅村                     | 本梅村              | 昭和30年1月1日 亀岡市 | 亀岡市                                     | 亀岡市                                      | 亀岡市               |
| 井手村     | 井手村     | 井手村                     | 本梅村                     | 本梅村              | 昭和30年1月1日 亀岡市 | 亀岡市                                     | 亀岡市                                      | 亀岡市               |
| 平松村     | 平松村     | 平松村                     | 本梅村                     | 本梅村              | 昭和30年1月1日 亀岡市 | 亀岡市                                     | 亀岡市                                      | 亀岡市               |
| 中野村     | 中野村     | 中野村                     | 本梅村                     | 本梅村              | 昭和30年1月1日 亀岡市 | 亀岡市                                     | 亀岡市                                      | 亀岡市               |
| 土ヶ畑村   | 土ヶ畑村   | 土ヶ畑村                   | 畑野村                     | 畑野村              | 昭和30年1月1日 亀岡市 | 亀岡市                                     | 亀岡市                                      | 亀岡市               |
| 千ヶ畑村   | 千ヶ畑村   | 千ヶ畑村                   | 畑野村                     | 畑野村              | 昭和30年1月1日 亀岡市 | 亀岡市                                     | 亀岡市                                      | 亀岡市               |
| 広野村     | 広野村     | 広野村                     | 畑野村                     | 畑野村              | 昭和30年1月1日 亀岡市 | 亀岡市                                     | 亀岡市                                      | 亀岡市               |
| 宮川村     | 宮川村     | 宮川村                     | 宮前村                     | 宮前村              | 昭和30年1月1日 亀岡市 | 亀岡市                                     | 亀岡市                                      | 亀岡市               |
| 猪倉村     | 猪倉村     | 猪倉村                     | 宮前村                     | 宮前村              | 昭和30年1月1日 亀岡市 | 亀岡市                                     | 亀岡市                                      | 亀岡市               |
| 神前村     | 神前村     | 神前村                     | 宮前村                     | 宮前村              | 昭和30年1月1日 亀岡市 | 亀岡市                                     | 亀岡市                                      | 亀岡市               |
| 並河村     | 並河村     | 明治7年 並河村             | 大井村                     | 大井村              | 昭和30年1月1日 亀岡市 | 亀岡市                                     | 亀岡市                                      | 亀岡市               |
| 大井村     |            | 明治7年 並河村             | 大井村                     | 大井村              | 昭和30年1月1日 亀岡市 | 亀岡市                                     | 亀岡市                                      | 亀岡市               |
| 土田村     | 土田村     | 土田村                     | 大井村                     | 大井村              | 昭和30年1月1日 亀岡市 | 亀岡市                                     | 亀岡市                                      | 亀岡市               |
| 金岐宿村   | 金岐宿村   | 明治14年 改称 小金岐村     | 大井村                     | 大井村              | 昭和30年1月1日 亀岡市 | 亀岡市                                     | 亀岡市                                      | 亀岡市               |
| 南金岐村   | 南金岐村   | 南金岐村                   | 大井村                     | 大井村              | 昭和30年1月1日 亀岡市 | 亀岡市                                     | 亀岡市                                      | 亀岡市               |
| 北金岐村   | 北金岐村   | 北金岐村                   | 大井村                     | 大井村              | 昭和30年1月1日 亀岡市 | 亀岡市                                     | 亀岡市                                      | 亀岡市               |
| 北ノ庄村   | 北ノ庄村   | 北ノ庄村                   | 千代川村                   | 千代川村            | 昭和30年1月1日 亀岡市 | 亀岡市                                     | 亀岡市                                      | 亀岡市               |
| 湯井村     | 湯井村     | 湯井村                     | 千代川村                   | 千代川村            | 昭和30年1月1日 亀岡市 | 亀岡市                                     | 亀岡市                                      | 亀岡市               |
| 拝田村     | 拝田村     | 拝田村                     | 千代川村                   | 千代川村            | 昭和30年1月1日 亀岡市 | 亀岡市                                     | 亀岡市                                      | 亀岡市               |
| 川関村     | 川関村     | 川関村                     | 千代川村                   | 千代川村            | 昭和30年1月1日 亀岡市 | 亀岡市                                     | 亀岡市                                      | 亀岡市               |
| 千原村     | 千原村     | 千原村                     | 千代川村                   | 千代川村            | 昭和30年1月1日 亀岡市 | 亀岡市                                     | 亀岡市                                      | 亀岡市               |
| 今津村     | 今津村     | 今津村                     | 千代川村                   | 千代川村            | 昭和30年1月1日 亀岡市 | 亀岡市                                     | 亀岡市                                      | 亀岡市               |
| 高野林村   | 高野林村   | 高野林村                   | 千代川村                   | 千代川村            | 昭和30年1月1日 亀岡市 | 亀岡市                                     | 亀岡市                                      | 亀岡市               |
| 小川村     | 小川村     | 小川村                     | 千代川村                   | 千代川村            | 昭和30年1月1日 亀岡市 | 亀岡市                                     | 亀岡市                                      | 亀岡市               |
| 小林村     | 小林村     | 小林村                     | 千代川村                   | 千代川村            | 昭和30年1月1日 亀岡市 | 亀岡市                                     | 亀岡市                                      | 亀岡市               |
| 馬路村     | 馬路村     | 明治9年 馬路村             | 馬路村                     | 馬路村              | 昭和30年1月1日 亀岡市 | 亀岡市                                     | 亀岡市                                      | 亀岡市               |
| 池尻村     |            | 明治9年 馬路村             | 馬路村                     | 馬路村              | 昭和30年1月1日 亀岡市 | 亀岡市                                     | 亀岡市                                      | 亀岡市               |
| 大芝原新田 | 大芝原新田 | 大芝原新田                 | 馬路村                     | 馬路村              | 昭和30年1月1日 亀岡市 | 亀岡市                                     | 亀岡市                                      | 亀岡市               |
| 美濃田村   | 美濃田村   | 明治8年 旭村               | 旭村                       | 旭村                | 昭和30年1月1日 亀岡市 | 亀岡市                                     | 亀岡市                                      | 亀岡市               |
| 山階村     |            | 明治8年 旭村               | 旭村                       | 旭村                | 昭和30年1月1日 亀岡市 | 亀岡市                                     | 亀岡市                                      | 亀岡市               |
| 印地村     |            | 明治8年 旭村               | 旭村                       | 旭村                | 昭和30年1月1日 亀岡市 | 亀岡市                                     | 亀岡市                                      | 亀岡市               |
| 杉村       |            | 明治8年 旭村               | 旭村                       | 旭村                | 昭和30年1月1日 亀岡市 | 亀岡市                                     | 亀岡市                                      | 亀岡市               |
| 中村       | 中村       | 明治8年 千歳村             | 千歳村                     | 千歳村              | 昭和30年1月1日 亀岡市 | 亀岡市                                     | 亀岡市                                      | 亀岡市               |
| 出雲村     |            | 明治8年 千歳村             | 千歳村                     | 千歳村              | 昭和30年1月1日 亀岡市 | 亀岡市                                     | 亀岡市                                      | 亀岡市               |
| 江島里村   |            | 明治8年 千歳村             | 千歳村                     | 千歳村              | 昭和30年1月1日 亀岡市 | 亀岡市                                     | 亀岡市                                      | 亀岡市               |
| 小口村     |            | 明治8年 千歳村             | 千歳村                     | 千歳村              | 昭和30年1月1日 亀岡市 | 亀岡市                                     | 亀岡市                                      | 亀岡市               |
| 国分村     | 国分村     | 国分村                     | 千歳村                     | 千歳村              | 昭和30年1月1日 亀岡市 | 亀岡市                                     | 亀岡市                                      | 亀岡市               |
| 毘沙門村   | 毘沙門村   | 毘沙門村                   | 千歳村                     | 千歳村              | 昭和30年1月1日 亀岡市 | 亀岡市                                     | 亀岡市                                      | 亀岡市               |
| 河原尻村   | 河原尻村   | 河原尻村                   | 河原林村                   | 河原林村            | 昭和30年1月1日 亀岡市 | 亀岡市                                     | 亀岡市                                      | 亀岡市               |
| 勝林島村   | 勝林島村   | 勝林島村                   | 河原林村                   | 河原林村            | 昭和30年1月1日 亀岡市 | 亀岡市                                     | 亀岡市                                      | 亀岡市               |
| 南保津村   | 南保津村   | 明治9年 保津村             | 保津村                     | 保津村              | 昭和30年1月1日 亀岡市 | 亀岡市                                     | 亀岡市                                      | 亀岡市               |
| 北保津村   |            | 明治9年 保津村             | 保津村                     | 保津村              | 昭和30年1月1日 亀岡市 | 亀岡市                                     | 亀岡市                                      | 亀岡市               |
| 柚原村     | 柚原村     | 柚原村                     | 西別院村                   | 西別院村            | 昭和30年1月1日 亀岡市 | 亀岡市                                     | 亀岡市                                      | 亀岡市               |
| 万願寺村   | 万願寺村   | 万願寺村                   | 西別院村                   | 西別院村            | 昭和30年1月1日 亀岡市 | 亀岡市                                     | 亀岡市                                      | 亀岡市               |
| 大槻並村   | 大槻並村   | 大槻並村                   | 西別院村                   | 西別院村            | 昭和30年1月1日 亀岡市 | 亀岡市                                     | 亀岡市                                      | 亀岡市               |
| 笑路村     | 笑路村     | 笑路村                     | 西別院村                   | 西別院村            | 昭和30年1月1日 亀岡市 | 亀岡市                                     | 亀岡市                                      | 亀岡市               |
| 犬甘野村   | 犬甘野村   | 犬甘野村                   | 西別院村                   | 西別院村            | 昭和30年1月1日 亀岡市 | 亀岡市                                     | 亀岡市                                      | 亀岡市               |
| 神地村     | 神地村     | 神地村                     | 西別院村                   | 西別院村            | 昭和30年1月1日 亀岡市 | 亀岡市                                     | 亀岡市                                      | 亀岡市               |
| 牧村       | 一部       | 寺田村                     | 西別院村                   | 西別院村            | 昭和30年1月1日 亀岡市 | 亀岡市                                     | 亀岡市                                      | 亀岡市               |
| 牧村       | 一部を除く | 寺田村                     | 西別院村                   | 西別院村            | 昭和30年1月1日 亀岡市 | 昭和33年4月1日 大阪府豊能郡 東能勢村に編入 | 昭和53年4月1日 町制改称 大阪府 豊能郡豊能町 | 大阪府 豊能郡 豊能町 |
| 寺田村     | 一部を除く | 牧村                       | 西別院村                   | 西別院村            | 昭和30年1月1日 亀岡市 | 昭和33年4月1日 大阪府豊能郡 東能勢村に編入 | 昭和53年4月1日 町制改称 大阪府 豊能郡豊能町 | 大阪府 豊能郡 豊能町 |
| 寺田村     | 一部       | 牧村                       | 西別院村                   | 西別院村            | 昭和30年1月1日 亀岡市 | 亀岡市                                     | 亀岡市                                      | 亀岡市               |
| 篠村       | 篠村       | 篠村                       | 篠村                       | 篠村                | 篠村                  | 昭和34年9月30日 亀岡市に編入               | 亀岡市                                      | 亀岡市               |
| 篠村       | 篠村       | 明治16年 分立 野条村       | 篠村                       | 篠村                | 篠村                  | 昭和34年9月30日 亀岡市に編入               | 亀岡市                                      | 亀岡市               |
| 王子村     | 王子村     | 王子村                     | 篠村                       | 篠村                | 篠村                  | 昭和34年9月30日 亀岡市に編入               | 亀岡市                                      | 亀岡市               |
| 山本村     | 山本村     | 山本村                     | 篠村                       | 篠村                | 篠村                  | 昭和34年9月30日 亀岡市に編入               | 亀岡市                                      | 亀岡市               |
| 馬堀村     | 馬堀村     | 馬堀村                     | 篠村                       | 篠村                | 篠村                  | 昭和34年9月30日 亀岡市に編入               | 亀岡市                                      | 亀岡市               |
| 柏原村     | 柏原村     | 柏原村                     | 篠村                       | 篠村                | 篠村                  | 昭和34年9月30日 亀岡市に編入               | 亀岡市                                      | 亀岡市               |
| 広田村     | 広田村     | 広田村                     | 篠村                       | 篠村                | 篠村                  | 昭和34年9月30日 亀岡市に編入               | 亀岡市                                      | 亀岡市               |
| 森村       | 森村       | 森村                       | 篠村                       | 篠村                | 篠村                  | 昭和34年9月30日 亀岡市に編入               | 亀岡市                                      | 亀岡市               |
| 浄法寺村   | 浄法寺村   | 浄法寺村                   | 篠村                       | 篠村                | 篠村                  | 昭和34年9月30日 亀岡市に編入               | 亀岡市                                      | 亀岡市               |
| 田能村     | 田能村     | 田能村                     | 樫田村                     | 樫田村              | 樫田村                | 昭和33年4月1日 大阪府高槻市に編入          | 大阪府高槻市                                | 大阪府 高槻市        |
| 二料村     | 二料村     | 二料村                     | 樫田村                     | 樫田村              | 樫田村                | 昭和33年4月1日 大阪府高槻市に編入          | 大阪府高槻市                                | 大阪府 高槻市        |
| 杉生村     | 杉生村     | 杉生村                     | 樫田村                     | 樫田村              | 樫田村                | 昭和33年4月1日 大阪府高槻市に編入          | 大阪府高槻市                                | 大阪府 高槻市        |
| 中畑村     | 中畑村     | 中畑村                     | 樫田村                     | 樫田村              | 樫田村                | 昭和33年4月1日 大阪府高槻市に編入          | 大阪府高槻市                                | 大阪府 高槻市        |
| 出灰村     | 出灰村     | 出灰村                     | 樫田村                     | 樫田村              | 樫田村                | 昭和33年4月1日 大阪府高槻市に編入          | 大阪府高槻市                                | 大阪府 高槻市        |

## 行政
歴代郡長
| 代 | 氏名   | 就任年月日                | 退任年月日                | 備考                   |
| -- | ------ | ------------------------- | ------------------------- | ---------------------- |
| 1  |        | 明治11年（1879年）4月10日 |                           |                        |
|    | 皆川惇 |                           | 明治43年（1910年）12月2日 |                        |
|    |        |                           | 大正15年（1926年）6月30日 | 郡役所廃止により、廃官 |